# Остропел
Остропел (рум. Ostropel) — румынское и молдавское блюдо, которое готовят из курицы, тушенной с густым томатным соусом. Дополнительно в блюдо можно добавить чеснок или зелёный лук. Иногда также используют утку, мясо кролика, баранину или другие виды мяса.

## Приготовление
Куски птицы солят и немного обжаривают на сале или масле. Затем добавляют нарезанный тонкими кольцами лук и муку. Когда лук и мука спассеруются, вливают тёплую воду или бульон, добавляют томатное пюре или томатный соус, чеснок, перец, лавровый лист, соль и тушат до мягкости.
Незадолго до готовности добавляют уксус. Подают, полив соком, в котором птица тушилась, и посыпав петрушкой. Мамалыга обычно используется в качестве гарнира вместе с лёгким салатом.
Остропел имеет региональные вариации. Например в Олтении к соусу добавляют морковь и уксус, а финальное блюдо подается с отварным картофелем вместо мамалыги.
Также в румынской кухне встречается чесночный соус с одноимённым названием.